# Monaco op de Olympische Zomerspelen 1928
Monaco nam deel aan de Olympische Zomerspelen 1928 in Amsterdam, Nederland. Het was de derde deelname van Monaco aan de Olympische Zomerspelen.
De zeven deelnemers kwamen uit in de atletiek, het roeien en het zeilen. Émile Barral was de eerste Monegask die voor de derde keer aan de Spelen deelnam, in 1920 nog in de atletiek actief, in 1924 en deze editie als zeiler.
Kunstconcours
Naast de sportwedstrijden werd een kunstconcours gehouden in de categorieën architectuur, beeldhouwkunst, literatuur, muziek en schilderkunst. Hieraan namen Michel Ravarino (architectuur), Auguste Philippe Marocco (schilderkunst) en Marc-César Scotto (muziek) deel, laatst genoemde nam ook deel aan het kunstconcours op de Olympische Zomerspelen 1932 in Los Angeles.

## Deelnemers en resultaten
(m) = mannen, (v) = vrouwen 

### Atletiek
| Olympiër       | Discipline      | Resultaat | Prestatie                            |
| -------------- | --------------- | --------- | ------------------------------------ |
| Robert Masino  | 1500m (m)       | DNS       | serie 4: niet gestart                |
| Robert Masino  | 5000m (m)       | DNS       | serie 3: niet gestart                |
| Robert Masino  | 10000m (m)      | DNS       | niet gestart                         |
| Gaston Médécin | verspringen (m) | 34e       | kwalificatie groep A: 8ste met 6,51m |
| Gaston Médécin | kogelstoten (m) | DNS       | kwalificatie groep A: niet gestart   |
| Gaston Médécin | tienkamp (m)    | DNF       | niet gefinisht                       |

### Roeien
| Olympiër                                                                        | Discipline   | Resultaat | Prestatie                                                              |
| ------------------------------------------------------------------------------- | ------------ | --------- | ---------------------------------------------------------------------- |
| Alexandre Devissi Louis Giobergia Charles Gardetto Émile Gardetto Pierre Levesy | vier-met (m) | 9e        | serie 2: V van Hongarije: 8.01,0 herkansingen: V van Frankrijk: 8.02,4 |

### Zeilen
| Olympiër     | Discipline   | Resultaat | Prestatie      |
| ------------ | ------------ | --------- | -------------- |
| Émile Barral | 12 voets jol | DNF       | niet gefinisht |

Argentinië · Australië · België · Brits-Indië · Bulgarije · Canada · Chili · Cuba · Denemarken · Duitsland · Egypte · Estland · Filipijnen · Finland · Frankrijk · Griekenland · Groot-Brittannië · Haïti · Hongarije · Ierland · Italië · Japan · Joegoslavië · Letland · Litouwen · Luxemburg · Malta · Mexico · Monaco · Nederland · Nieuw-Zeeland · Noorwegen · Oostenrijk · Panama · Polen · Portugal · Roemenië · Spanje · Tsjecho-Slowakije · Turkije · Uruguay · Verenigde Staten · Zuid-Afrika · Zuid-Rhodesië · Zweden · Zwitserland